# Gruža, Knić
Gruža (izvirno srbsko Гружа) je naselje v Srbiji, ki upravno spada pod Občino Knić; slednja pa je del Šumadijskega upravnega okraja.

## Demografija
V naselju živi 174 polnoletnih prebivalcev, pri čemer je njihova povprečna starost 43,4 let (44,2 pri moških in 42,7 pri ženskah). Naselje ima 66 gospodinjstev, pri čemer je povprečno število članov na gospodinjstvo 3,05.
To naselje je popolnoma srbsko (glede na rezultate popisa iz leta 2002), a v času zadnjih treh popisov je opazno zmanjšanje števila prebivalcev.
|  |

| Demografija | Demografija     | Demografija     |
| Leto        | Št. prebivalcev | Št. prebivalcev |
| ----------- | --------------- | --------------- |
|             |                 |                 |
|             |                 |                 |
|             |                 |                 |
|             |                 |                 |
| 1948        | 287             |                 |
| 1953        | 295             |                 |
| 1961        | 391             |                 |
| 1971        | 327             |                 |
| 1981        | 247             |                 |
| 1991        | 237             | 230             |
| 2002        | 210             | 201             |
|             |                 |                 |

| Etnična sestava po popisu iz leta 2002 | Etnična sestava po popisu iz leta 2002 | Etnična sestava po popisu iz leta 2002 | Etnična sestava po popisu iz leta 2002 | Etnična sestava po popisu iz leta 2002 |
| -------------------------------------- | -------------------------------------- | -------------------------------------- | -------------------------------------- | -------------------------------------- |
| Srbi                                   | Srbi                                   |                                        | 201                                    | 100,0%                                 |
| Neznano                                | Neznano                                |                                        | 0                                      | 0,0%                                   |